# ناحیه وستفیلد، شهرستان کلارک، ایلینوی
ناحیه وستفیلد، شهرستان کلارک، ایلینوی (به انگلیسی: Westfield Township) یک منطقهٔ مسکونی در ایالات متحده آمریکا است که در شهرستان کلارک، ایلینوی واقع شده‌است. ناحیه وستفیلد ۷۲۰ نفر جمعیت دارد و ۲۰۷ متر بالاتر از سطح دریا واقع شده‌است.